# Old Deer Park
Old Deer Park est un espace vert de Richmond, situé dans le borough londonien de Richmond upon Thames, à Londres. Il couvre 147 hectares dont 90 hectares n'appartiennent pas au domaine public, principalement des terrains de sport pour le rugby, le cricket et le golf,.

## Emplacement
Le parc est délimité par la Tamise à l'ouest, les jardins botaniques de Kew au nord et par les zones urbaines d'une route nationale de Richmond à l'est et au sud. Propriété du Crown Estate, le parc fait partie d'un paysage historique et de biodiversité plus vaste et conservé qui comprend une partie de Richmond, Kew et Isleworth. Les parties ouest les plus basses du parc constituent des zones de stockage en cas d'inondations, qui fournissent un secours d'urgence contre les inondations autour de l'écluse submergée de Richmond.
Le patrimoine du parc Old Deer comme paysage royal historique dans un emplacement privilégié au bord de la rivière a été compromis au cours des dernières décennies par des exemples d'aménagement inappropriés de loisirs et de stationnement, une négligence générale et un contrôle insuffisant de la plantation d'arbres. Une stratégie à long terme est actuellement mise en œuvre pour arrêter et inverser ce déclin.

## Histoire
Au milieu du XVIe siècle, le palais de Richmond était la résidence préférée de la reine Élisabeth Ire et, en 1574, elle accorda à Edward Bacon «Notre parc d'Isleworth autrement appelé le nouveau parc de Richmonde». Cette déclaration a été faite même si la paroisse et le manoir d'Isleworth reposaient sur la rive Middlesex en face de la rive Surrey de Richmond — l'abbaye de Syon à Isleworth était liée à celle de Sheen sur l'autre rive respective, qui possédait conjointement depuis des siècles le domaine.
L'année de la mort d'Élisabeth à Richmond, en 1603, un parc de chasse a été créé par le roi Jacques Ier en ajoutant des terres monastiques au parc existant, créant ainsi un domaine de 150 hectares. Celui-ci est alors devenu le nouveau parc de Richmond. Le nom actuel de «Old Deer Park» a été adopté après 1637 lors de la création par le roi Charles Ier du Richmond Park beaucoup plus grand de l'autre côté de la ville.
La majorité du parc est maintenant occupée par le Royal Mid-Surrey Golf Club, et cela depuis 1892. À l'intérieur des limites du club se trouvent deux parcours de 18 trous, plus une zone distincte à l'intérieur de laquelle se trouve l'Observatoire du Roi classé, créé par le roi George III en 1769. Au sud-ouest de l'Observatoire, sous le fairway du 14e trou du parcours de golf extérieur, se trouvent les fondations de l'ancien Prieuré des Chartreux, fondé par Henri V en 1414.
La construction de la voie ferrée vers l'ouest à partir de la gare de Richmond en 1847/8 a restreint l'accès de Richmond Green à Old Deer Park, à l'exception d'un pont étroit. Quatre-vingt-cinq ans plus tard, une nouvelle route (la Great Chertsey Road), complétée par un nouveau pont sur la Tamise (le Twickenham Bridge, construit en 1933), a également été construite à l'extrémité sud du parc. Cela a accru le sentiment de séparation entre la ville et le parc - l'atténuation de ce problème fait également partie de la nouvelle stratégie pour les années futures.
À côté de la Tamise dans le parc se trouvent une paire d'obélisques en pierre. Ils ont été construits en 1769 et étaient à l'origine utilisés par l'Observatoire du Roi pour observer le transit de Vénus à travers le Soleil cette année-là. Cependant, une légende raconte qu'ils ont été érigés au XVIIIe siècle en mémoire de deux hommes qui ont perdu la vie en duel pour une femme, qui s'est noyée dans la rivière.
Le parc a été utilisé pour accueillir 5000 des 8000 scouts participant au 1er Jamboree Scout Mondial en 1920. Les espaces publics ouverts sont parfois utilisés pour des cirques, des fêtes foraines et d'autres événements.

## Terrain de cricket

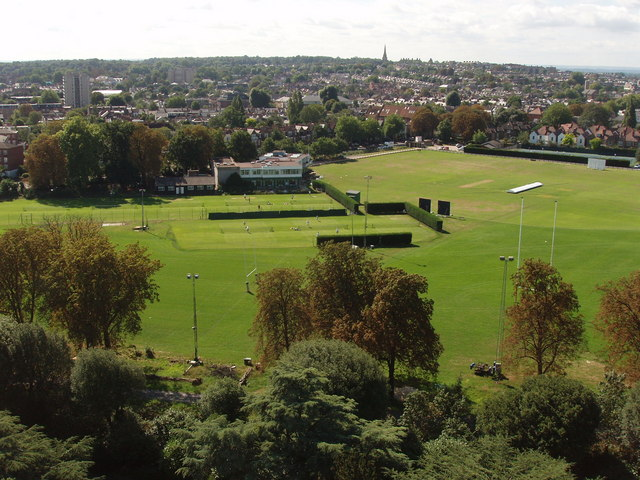
Vue des installations sportives à Old Deer Park

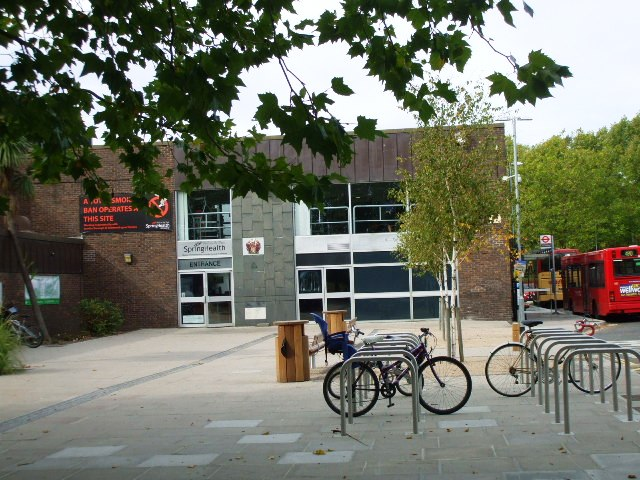
Entrée principale et parvis des piscines du parc

Le Old Deer Park a été utilisé pour le cricket depuis au moins 1867, lorsque Richmond a joué un United South of England Eleven. Au cours de son histoire, le terrain a accueilli un certain nombre de matches de Middlesex Cricket Club et du Surrey Cricket Club,,.
Bien qu'historiquement situé à Surrey, le terrain a accueilli des matchs de la liste A impliquant le Middlesex Cricket Club, dont le premier dans la Norwich Union National League 2000. En 2001, le Middlesex Cricket Board a disputé son seul match de liste A sur ce terrain lors du trophée Cheltenham Gloucester 2001 contre Berkshire. De 2000 à 2004, le terrain a organisé 5 matches de liste A, dont le dernier a vu Middlesex affronter l'Écosse dans la ligue 2004 de totesport.
Depuis la Coupe Twenty20 2003 contre le Kent Cricket Club, Middlesex a utilisé le terrain pour six matchs Twenty20 à ce jour.
Au niveau local, le terrain est le siège du Richmond Cricket Club.
- Terrain de loisirs, avec des aires de loisirs ouvertes, des terrains de football, de rugby et autres
- Parcours de golf Royal Mid-Surrey
- Observatoire royal de Kew
- Richmond Athletic Ground, qui abrite également les clubs de rugby London Scottish et Richmond
- Richmond Swimming Pool & Lido, maintenant appelé Pools on the Park[14]
- Parking public et bâtiments commerciaux divers

- Terrain de sport avec rugby (London Welsh), cricket, tennis et boules[15]